# Robert Carrère
Pour les articles homonymes, voir Carrère.
Robert Carrère, né le 13 mars 1921 à Saint-Sever et mort le 10 juin 2008 à Bretagne-de-Marsan, est un ancien joueur français de rugby à XV, qui a joué avec l'équipe de France et le Stade montois au poste de pilier (1,80 m pour 93 kg).

Son frère, André Carrère, a connu quant à lui la sélection française en rugby à XIII en 1953.

## Carrière de joueur

### En club
- SA saint-séverin
- Stade montois

### En équipe nationale
Il a disputé son premier test match le 28 février 1953 contre l'équipe d'Angleterre et le deuxième et dernier contre l'équipe d'Italie, le 26 avril 1953.

## Palmarès

### En club
- Finaliste du championnat de France en 1949, 1953

### En équipe nationale
- Sélections en équipe nationale : 2